# Филозофија духа
Филозофија духа (или филозофија ума) је грана филозофије, коју чине: филозофија психологије, филозофска психологија и такође, дио метафизике, који се бави природом менталних феномена и начин на који се исти уклапају у каузалну структуру стварности. Филозофија психологије, као грана филозофије науке, испитује оно што каже психологија о природи психолошких феномена, испитује одређене дијелове теоретске психологије, испитује кориштене моделе, понуђена објашњења и законе на којима се исти базирају, и на крају, испитује на који начин се психологија уклапа са природним и друштвеним наукама. Филозофска психологија, истражује популарну психологију, групу концепција о ономе “разумном”, односно протонаучне концепције о менталним феноменима. Ова истраживања покушавају артикулисати и дефинисати концепције, које се налазе у популарној психологији, као што су: концептуализација, меморија, перцепција, чулни надражаји (осјећаји), свијест, вјеровања, жеља, интенције (намјере), размишљање, акција и остале менталне феномене. Проблем дух-тијело, централни метафизички проблем филозофије ума, је проблем у којем се разматра, да ли су ментални феномени физички феномени, и у супротном, какав је њихов однос са физичким феноменима. Други метафизички проблеми филозофије ума су: проблем слободе воље, проблем личног идентитета и проблем о томе, како су могући, ако јесу, ирационални феномени, као што је акразија и самозаваравање.
Дуализам и монизам две су главне школе мисли које покушавају да реше проблем ума и тела. Дуализам је стајалиште које тврди да су ум и тело на неки категоријски начин одвојени једно од другога. Може се пратити од Платона, Аристотела te Санкја и Јога школе хиндуистичке филозофије, али најпрецизније ју је формулирао Рене Декарт у 17. веку. Дуалисти субстанција тврде да је ум независна постојећа супстанца, док дуалисти својстава кажу да је ум група независних својстава која произлазе из мозга и не могу се редуковати на њега, али није дистинктивна супстанција.
Монизам је позиција да ум и тело нису онтолошки различите врсте ентитета. Ту је перспективу први пут предложио у западној филозофији Парменид у 5. веку п. н. е. и била је касније усвојена код рационалиста попут Баруха Спинозе. Физикалисти тврде да постоје само ентитети постулирани физичком теоријом, и да ће ум бити евентуално објашњен тим ентитетима након што се физичка теорија довољно развије. Идеалисти заговарају да је ум све што постоји и да је спољни свет или сам менталан или илузија створена од самога ума. Неутрални монисти се приклањају стајалишту да постоји нека друга, неутрална супстанција, те да су и материја и ум својства те непознате супстанције. Уобичајени монизми 20. и 21. стољећа су варијације физикализма: у те перспективе спадају бихевиоризам, теорија различног идентитета, аномалијски монизам и функционализам.
Многи модерни филозофи ума усвајају редуктивну или нередуктивну физикалистичку позицију, тврдећи у различитим погледима да је ум нешто што није одвојено од тела. Ти су приступи изразито утицајни у наукама, посебно у подручјима социобиологије, рачунарства, еволуцијске психологије и различитих неуронаука. Остале филозофије, пак, заступају нефизичку позицију, која ставља у питање идеју да је ум чиста физичка творевина. Редуктивни физикалисти заговарају да ће сва ментална стања и својства бити објашњена научним увидом у физиолошке процесе и стања. Нередуктивни физикалисти тврде да, иако је мозак све што је у односу с умом, предикати и речник кориштен у менталним описима и објашњењима су незамењиви, те се не могу редуковати на језик и објашњења нижег нивоа физикалних знаности. Континуирани напредак у неуронауци је помогао да рашчисти неке недоумице и питања, и њезини налази снажно подржавају тврдње физикалиста. Ипак оне су далеко од тога да буду решене, и модерни филозофи ума настављају да истражују како субјективни квалитети и интенционалност менталних стања и својстава могу бити објашњена у натуралистичким терминима.

## Дуализам дух-тијело (Картезијански дуализам)
Дуализам ум-тијело је доктрина, по којој је дух посебан ентитет у односу на тијело, идеја чији су зачеци још у Платоновој филозофији. Ова проблематика је присутна током читаве историје филозофије. Ипак, Декарт се сматра оцем проблема у модерној филозофији.
- Ум је супстанца која се не распростире у простору, због чега се разликује од било које физичке супстанце.
- Сама есенција једне менталне супстанце је размишљање.

Ова двострука визија је позната под именом, Картезијански дуализам. Декарт је био свјестан интимног односа између ума и мозга. (Не постоји, ни један разлог а приори, који би нас навео на размишљање да је ум интимно везан за мозак, сам Аристотел их није асоцирао у свом филозофском дјелу.) Декарт је мислио (погрешно), да се централно мјесто те везе, налази у пиналној жљезди. По њему, наш ум није наш мозак, ум није просторна одредница и као такав, мора постојати послије наше смрти, односно након распадања нашег тијела (физичке материје).
У Картезијанском дуализму се поставља сљедеће питање: „Шта то повезује наш ум са нашим мозгом?“ Декарт би рекао: ментална и мождана стања су у константној међусобној интеракцији.

## Паралелизам
Паралелизам је концепција по којој се физиолошки и ментални домени развијају паралелно, утолико уколико се одређени видови менталних феномена ко-дешавају истовремено са одређеним видовима физиолошких феномена, али та ко-дешавања нису предуслов постојање каузалне интеракције. У свим постојећим видовима, паралелизам је директна посљедица божијег стваралаштва. Маленбранш и Лајбниц, између осталих, су одбацивали могућности психофизиолошке каузалне интеракције у било ком правцу. Обојица су заговарали прецизно одређене видове паралелизма. Лајбниц је усвојио један вид паралелизма познат под именом „предуспостављена хармонија”.

## Епифеноменализам
Епифеноменализам је филозофкс доктрина по којој физиолошка стања узрокују ментална стања, али ментална стања не узрокују ништа, односно немају као посљедицу никакво физиолошко стање. Свеукупна емпиријска истраживања указују да се дешавања у једном можданом стању, на почетку могу објаснити каузално, тј., позивајући се једино на друга физиолошка стања. По епифеноменализму постоји само један правац, односно психофизиолошка акција од физиолошког ка менталном.

## Материјализам
Хобс, савременик Декарта је одлучио да прихвати материјализам, односно верзију монизма по којој је све материја и физикално. Било која од постојећих монистичких теорија среће се са два битна проблема:
- како окарактерисати своје основне ентитете и
- како објаснити формирање ентитета (од већ постојећих), који нису основни.

Идеалистичка и монистичка неутрална теорија, увијек су падале на испиту приликом покушаја објашњења једног, или оба проблема. Већим дијелом, због повратка на сцену атомске теорије материје и успјеха квантне механике око објашњења хемије и успјеха саме хемије приликом објашњења доброг дијела биологије, многи филозофи данас сматрају да ће материјализам успјети у објашњењима, тамо гдје су идеализам и монизам пали у покушајима.

## Материјализам централних стања
Овај вид материјализма се развио крајем 1960-их и почетком 1970-их година. Његов главни представник је био Дејвид Малет Армстронг, аустралијски филозоф ума и научни метафизичар. С његове тачке гледишта, ментална стања су контингетно идентична стањима у мозгу, или централном нервном систему, оспособљеним за реализовање одређених понашања. За разлику од логичког кондуктивизма, материјализам централних стања заузима став по ком су ментална стања у ствари реална унутрашња стања са узрочним посљедицама. Али, за разлику од картезијанског интеракционизма, сматра да психофизиолошка интеракција није ништа друго до физиолошка узрочна интеракција. Поред овога, за разлику од логичког кондуктивизма, материјализам централних стања не укључује могућност превођења менталног у физиолошко.
Неки заступници ове позиције, сматрају да ум није ништа друго него мозак, поистовјечујући тако „нематерију” са физичком материјом. Ипак, сваку мождану промјену се не може назвати и менталном промјеном.